# Begonia kalbreyeri
Espèce
Synonymes
- Begonia kalbreyeri var. glabra (L.B.Sm. & B.G.Schub.) L.B.Sm. & B.G.Schub.[1]
- Begoniella kalbreyeri Oliv.[1]

Begonia kalbreyeri est une espèce de plantes de la famille des Begoniaceae.
L'espèce fait partie de la section Semibegoniella.
Elle a été décrite en 1955 par Lyman Bradford Smith (1904-1997) et Bernice Giduz Schubert (1913-2000).

## Répartition géographique
Cette espèce est originaire du pays suivant : Colombie.